# Apollodoros (2. Jahrhundert v. Chr.)
Apollodoros (Άπολλόδωρος; tätig zwischen 150 und 80 v. Chr.) war ein griechischer Bildhauer. Er war ein Sohn des Zenon von Phokaia. Über sein Leben ist nichts bekannt. Sein Name ist nur durch die Signatur einer Statuenbasis aus Erythrai bekannt. Diese zeigte die Porträtstatue eines Theudoros, Sohn des Artemon, und befindet sich heute im Britischen Museum.